# Bioča
Bioča (cyr. Биоча) – wieś w Czarnogórze, w gminie Bijelo Polje. W 2011 roku liczyła 113 mieszkańców.